# Galina Petrowna Arsenkina
Galina Petrowna Arsenkina (russisch Гали́на Петро́вна Арсе́нькина, * 6. Juni 1991 in Selenogorsk, Russische SFSR, Sowjetunion) ist eine russische Curlerin. Derzeit spielt sie als Second im Team von Alina Kowaljowa.

## Karriere
Arsenkina spielte erstmals international bei der Mixed-Europameisterschaft 2008 als Lead im Team von Alexander Kirikow; die Mannschaft wurde Vierter. 2009 spielte sie beim Europäischen Olympischen Winter-Jugendfestival als Lead im russischen Team von Anna Sidorowa; die Mannschaft belegte den vierten Platz. Im gleichen Jahr spielte sie bei Juniorenweltmeisterschaft als Ersatzspielerin im Team von Margarita Fomina und wurde Vierte. Bei der Juniorenweltmeisterschaft 2010 wurde sie mit Anna Sidorowa Fünfte. Im darauffolgenden Jahr gewann sie als Lead im Team Sidorowa die Bronzemedaille; diesen Erfolg konnte die Mannschaft 2012 wiederholen.
Bei der Europameisterschaft 2016 spielte sie als Second im Team von Wiktorija Moissejewa. Die Mannschaft gewann die Goldmedaille durch einen Sieg gegen das schwedische Team von Skip Anna Hasselborg. Nach der Round Robin war das russische Team nur Vierter gewesen, konnte aber im Halbfinale die schottische Mannschaft von Eve Muirhead besiegen und so in das Finale einziehen.
Im Dezember 2017 gewann sie mit dem Team Moissejewa das Ausscheidungsturnier für die Teilnahme an den Olympischen Winterspielen 2018 gegen das Team von Anna Sidorowa mit 4:1 Spielen und trat unter der Fahne der Olympic Athletes from Russia in Pyeongchang an. Zusammen mit ihren Teamkolleginnen belegte sie nach zwei Siegen und sieben Niederlagen in der Round Robin den neunten Platz.
Bei der Weltmeisterschaft 2018 im kanadischen North Bay spielte sie an der Position des Second unter Skip Wiktorija Moissejewa. Nach einer Niederlage im Halbfinale gegen die schwedische Mannschaft um Anna Hasselborg schlug sie mit dem russischen Team die US-amerikanische Mannschaft um Jamie Sinclair im Spiel um Platz 3 und gewann die Bronzemedaille. Seit dem Rücktritt von Moissejewa vom aktiven Curling-Sport spielt Arsenkina im Team von Alina Kowaljowa, mit der sie bei der Europameisterschaft 2018 auf den vierten Platz kam.

## Privatleben
Ihr Bruder Alexei Stukalski ist ebenfalls Curler und hat an den Olympischen Winterspielen 2014 teilgenommen.